# Philocleon nigrovittatus
Philocleon nigrovittatus är en insektsart som först beskrevs av Carl Stål 1875.  Philocleon nigrovittatus ingår i släktet Philocleon och familjen gräshoppor.

## Underarter
Arten delas in i följande underarter:
- P. n. spatulatus
- P. n. nigrovittatus